# 厚谷司
厚谷 司（あつや つかさ、1965年〈昭和40年〉10月21日 - ）は、日本の政治家。夕張市長（2期）、元夕張市議会議員（2期）。

## 来歴
1965年（昭和40年）10月21日、北海道夕張市で生まれる。
1984年（昭和59年）に北海道夕張北高等学校を卒業したのち、1985年（昭和60年）4月より夕張市に奉職。
2005年（平成17年）、夕張市職員労働組合委員長に就任。

### 政界へ
2011年（平成23年）に夕張市長に就任した鈴木直道の市民と対話をする姿勢に感銘を受け、同年4月に夕張市を退職したのち、同年5月、夕張市議会議員選挙に立候補し、初当選を果たす。
2015年（平成27年）4月、任期満了に伴う夕張市議会議員選挙に立候補し、無投票で再選を果たす。同年5月、夕張市議会議長に就任する。
2019年（平成31年）4月21日、夕張市長選挙に出馬し、同じく新人で元夕張市議会議員の多喜雄基を破り、初当選。
※当日有権者数：7,283人 最終投票率：71.04%（前回比：pts）
| 候補者名 | 年齢 | 所属党派 | 新旧別 | 得票数  | 得票率 | 推薦・支持             |
| -------- | ---- | -------- | ------ | ------- | ------ | ---------------------- |
| 厚谷司   | 53   | 無所属   | 新     | 3,617票 | 71.6%  | 自由民主党、立憲民主党 |
| 多喜雄基 | 66   | 無所属   | 新     | 1,436票 | 28.4%  |                        |

2023年（令和5年）4月23日、自民党夕張支部と立憲民主党の推薦を受け、元市民課長の新人を破り再選。
※当日有権者数：6,128人 最終投票率：69.29%（前回比：pts）
| 候補者名 | 年齢 | 所属党派 | 新旧別 | 得票数  | 得票率 | 推薦・支持             |
| -------- | ---- | -------- | ------ | ------- | ------ | ---------------------- |
| 厚谷司   | 57   | 無所属   | 現     | 2,347票 | 55.7%  | 自由民主党、立憲民主党 |
| 佐藤学   | 51   | 無所属   | 新     | 1,869票 | 44.3%  |                        |

## エピソード
- 夕張市職員労働組合委員長在任中の2006年に夕張市が財政破綻し、給与削減を受けて退職する職員を見届けた。厚谷はこの時の心境について「無力感に打ちひしがれた」と述懐している[2]。